# Rampur Karkhana
Rampur Karkhana – miasto w północnych Indiach w stanie Uttar Pradesh, na Nizinie Hindustańskiej.
Populacja miasta w 2001 roku wynosiła 9 598 mieszkańców.